# Désiré Michel
Pour les articles homonymes, voir Michel.
Désiré Michel est un homme politique français né le 22 mai 1793 à Dinan (Côtes-du-Nord) et mort le 17 mai 1850 à Dinan.

## Biographie
Entrepreneur en travaux publics, conseiller municipal de Dinan, il est député des Côtes-du-Nord de 1848 à 1849, siégeant au centre.

## Sources
- « Désiré Michel », dans Adolphe Robert et Gaston Cougny, Dictionnaire des parlementaires français, Edgar Bourloton, 1889-1891 [détail de l’édition]